# Peka (Lesotho)
Peka ist ein Ort im Distrikt Leribe in Lesotho im südlichen Afrika.

## Geographie
Peka liegt etwa 60 Kilometer nördlich der Landeshauptstadt Maseru an der Main North One, der parallel zur südafrikanischen Grenze nach Norden führenden Magistrale. Ein großer Teil des Ortes liegt zwischen der Straße und dem westlich davon fließenden Caledon, der hier die Grenze zu Südafrika bildet. Die Einwohnerzahl wurde 2005 mit rund 17.000 angegeben. 2006 lebten im Wahlkreis Peka, der weitere Ortschaften umfasst, 20.801 Einwohner.
Peka Bridge ist eine Brücke mit Grenzposten nahe dem Ort. Von dort führt eine Straße nach Clocolan.

## Wirtschaft und Infrastruktur
Zu den Schulen gehört die Peka High School, die bereits vor der Unabhängigkeit Lesothos bestand. Zu den bekannten ehemaligen Schülern gehören der Premierminister Tom Thabane und der Schriftsteller Zakes Mda.